# قشلاق خان‌حسین ودلان حاج محمدتقی
قشلاق خان حسین ودلان حاج محمدتقی یک روستا در ایران است که در استان اردبیل واقع شده‌است. قشلاق خان حسین ودلان حاج محمدتقی ۶۲ نفر جمعیت دارد.